# NGC 1324
NGC 1324 este o galaxie LINER situată în constelația Eridanul. A fost descoperită în 5 decembrie 1785 de către William Herschel. Se află la o distanță de 72,11 de megaparseci de Pământ.